# Кенениса Бекеле
Кенениса Бекеле (на оромо: Qananiisaa baqqalaa; на амхарски: ቀነኒሳ በቀለ) е етиопски бегач на дълги разстояния, многократен олимпийски и световен шампион на 5000 и 10 000 метра. Бекеле е и носител на световните рекорди в двете дисциплини. Бекеле е един от най-успешните атлети в историята на леката атлетика, както и в крос-кънтри бяганията. На световното първенство по лека атлетика в Берлин през 2009 година става първият атлет успял да спечели златото на 5000 и 10 000 метра.
След края на супер успешната си кариера в средно дългите бягания пре 2014 година Бекеле се насочва към маратоните. През 2019 година на маратона в Берлин става шампион като постига второто най-добро време в света 2:01:39 като изостава само с 2 секунди от световния рекорд на Елиуд Кипчоге.
Женен е за актрисата Данавит Гебрегзиабе и има по-малък брат Тарику Бекеле, който също е успешен бегач на дълги разстояния.

## Лични рекорди
- 1500 м: 3:32,35 мин, 28 септември 2007, Шанхай
- 2000 м (зала): 4:49,99 мин, 17 февруари 2007, Бирмингам (световен рекорд в зала)
- 3000 м: 7:25,79 мин, 7 август 2007, Стокхолм
  - Зала: 7:30,51 мин, 20 февруари 2007, Стокхолм
- 5000 м: 12:37,35 мин, 31 май 2004, Хенгело (световен рекорд)
  - Зала: 12:49,60 мин, 20 февруари 2004, Бирмингам (световен рекорд в зала)
- 10.000 м: 26:17,53 мин, 26 август 2005, Брюксел (Световен рекорд)
- 10 километра: 27:47 мин, 15 април 2012, Дъблин
- 15 километра: 42:42 мин, 9 декември 2001, Хееренберг
- Полумаратон: 1:00:09 ч, 15 септември 2013, Нюкясъл
- Маратон: 2:01:41 ч, 29 септември 2019, Берлин